# Aurélien Lohrer
Aurélien Lohrer, né le 28 avril 1981, est un skieur acrobatique français spécialisé dans le saut.

## Carrière
Sa carrière internationale débute en Coupe d'Europe à la Plagne, le 10 janvier 1998 où il termine 9e de l'épreuve. Sa première participation à la coupe du monde est à Mont Buller en Australie, le 8 septembre 2001.
Il participe à de nombreuses épreuves comptant pour la Coupe d'Europe et la Coupe du Monde tout au long de sa carrière. Au classement général de la Coupe du Monde de ski acrobatique (Aerials) il reste dans le top 43 des meilleurs skieurs de 2002 à 2007, avec notamment une 25e place en 2004 et une 22e en 2006.
Sa carrière est aussi ponctuée par deux blessures majeures, à la suite de la première, au genou en janvier 2005, il revient sur les skis pour l'ouverture de la Coupe du Monde en Australie en septembre 2005 et obtient sa qualification dans la foulée en décembre 2005 lors de l'étape de Coupe du Monde de Changchun en Chine.
Il est le seul qualifié français pour les Jeux olympiques d'hiver de 2006 à Turin dans cette discipline.
Il reste à ce jour le dernier à avoir représenté la France en saut acrobatique lors d'une Olympiade.
Il met un terme à sa carrière sportive en janvier 2007 à la suite d'une nouvelle blessure (fracture hanche et fémur) lors de l'épreuve de coupe du monde de Deer Valley aux Etats-Unis.
Il est consultant pour France Télévisions pour les Jeux olympiques de PyeongChang en 2018 pour commenter les épreuves de sauts en ski acrobatique au côté du journaliste Christian Choupin.

## Palmarès

### Coupe du monde
- Meilleur classement général de la Coupe du monde de saut : 22e en 2006
- Meilleure performance dans des épreuves de Coupe du monde : 9e au Mt Buller (Australie) en 2003.

### Coupe d'Europe
- Meilleure performance dans des épreuves de Coupe d'Europe : 3e à Lenzeheide (Suisse) en 2004.

### Championnats de France
- Champion de France de saut acrobatique en 2000
- 3e aux championnats de France de saut acrobatique en 1999

- Champion de France de Big Air en 2000